# 欧泽芹
欧泽芹（学名：Sium latifolium）为伞形科泽芹属的植物。分布于俄罗斯以及中国大陆的新疆等地，生长于海拔550米的地区，多生于沼泽或水沟旁草丛中，目前尚未由人工引种栽培。